# 薩爾茨吉特湖

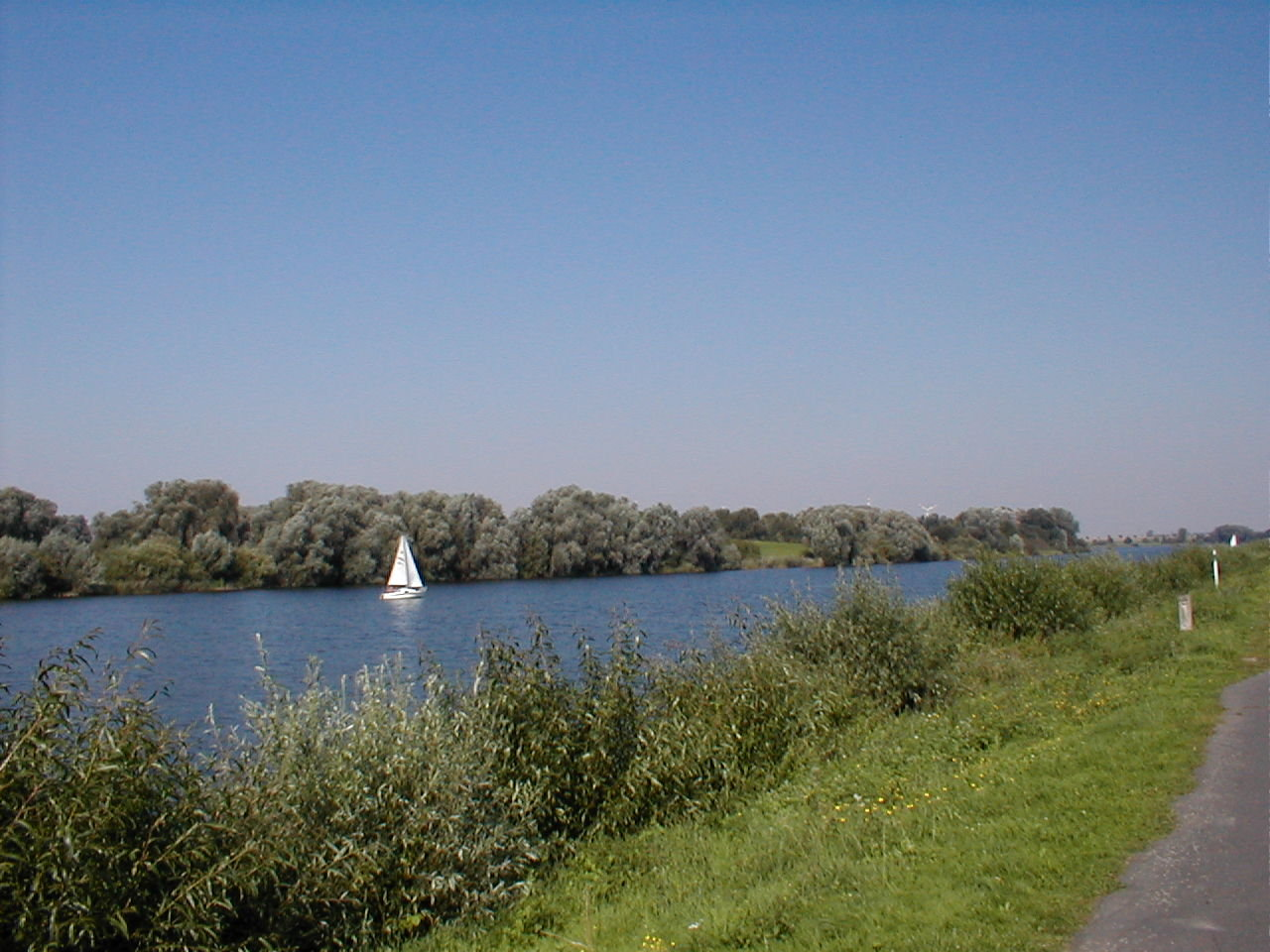

52°9′25″N 10°18′18″E / 52.15694°N 10.30500°E
薩爾茨吉特湖（德語：Salzgittersee），是德國的湖泊，位於該國西北部，由下薩克森州負責管轄，處於薩爾茨吉特，長2.1公里、寬0.8公里，面積0.75平方公里，海拔高度82米，平均水深2.5米，最大水深17米。